# RN9 (Mali)
Die RN9 ist eine Fernstraße in Mali, die in Bougouni an der Ausfahrt der RN7 beginnt und in Manankoro, an der Grenze nach Elfenbeinküste, in die A7 übergeht. Sie ist 126 Kilometer lang.